# Don't Be So Shy
Don't Be So Shy è un singolo della cantante francese Imany, pubblicato il 18 dicembre 2015 come primo estratto dal secondo album in studio The Wrong Kind of War.

## Descrizione
Si tratta di una versione remixata dal duo di DJ e produttori musicali russi Filatov & Karas. Nel febbraio 2022 tale remix è stato campionato senza permesso da Hallucinate di Regard e Years & Years.

## Tracce
Testi di Nadia Mladjao, musiche di Nadia Mladjao e Stéfane Goldman.
Download digitale, streaming
1. Don't Be So Shy (Filatov & Karas Remix) – 3:10

Download digitale, streaming – Remixes
1. Don't Be So Shy (Filatov & Karas Remix) – 3:10
2. Don't Be So Shy (Ruslan Nigmatullin Remix) – 3:46
3. Don't Be So Shy (Work in Progress) – 3:02

CD singolo (Germania, Austria e Svizzera)
1. Don't Be So Shy (Filatov & Karas Remix) – 3:10
2. Don't Be So Shy (Filatov & Karas Extended Remix) – 4:14

## Formazione
Hanno partecipato alle registrazioni, secondo le note di copertina:
Musicisti
- Imany – voce
- Laurent Vernerey – basso
- Steve Shehan – percussioni
- Gael Rakotondrabe – pianoforte elettrico Wurlitzer

Produzione
- As' – produzione
- Michel Geiss – mastering
- Jordan Kouby – registrazione
- Filatov & Karas – remix

## Classifiche

### Classifiche settimanali
| Classifica (2015-24) | Posizione massima |
| -------------------- | ----------------- |
| Australia            | 9                 |
| Austria              | 1                 |
| Belgio (Fiandre)     | 5                 |
| Belgio (Vallonia)    | 3                 |
| Bielorussia          | 157               |
| Canada               | 94                |
| Croazia              | 3                 |
| Danimarca            | 16                |
| Estonia              | 82                |
| Finlandia            | 5                 |
| Francia              | 1                 |
| Germania             | 1                 |
| Italia               | 22                |
| Kazakistan           | 26                |
| Libano               | 6                 |
| Lussemburgo          | 1                 |
| Moldavia             | 97                |
| Norvegia             | 17                |
| Paesi Bassi          | 17                |
| Polonia              | 1                 |
| Portogallo           | 82                |
| Regno Unito (dance)  | 39                |
| Russia               | 1                 |
| Slovacchia           | 11                |
| Slovenia             | 1                 |
| Spagna               | 60                |
| Svezia               | 10                |
| Svizzera             | 3                 |
| Ucraina              | 1                 |
| Ungheria             | 16                |

### Classifiche di fine anno
| Classifica (2015) | Posizione |
| ----------------- | --------- |
| Russia            | 28        |
| Ucraina           | 49        |
| Classifica (2016) | Posizione |
| Australia         | 83        |
| Austria           | 6         |
| Belgio (Fiandre)  | 26        |
| Belgio (Vallonia) | 8         |
| Bulgaria          | 2         |
| Croazia           | 4         |
| Danimarca         | 76        |
| Francia           | 10        |
| Germania          | 4         |
| Islanda           | 46        |
| Italia            | 46        |
| Polonia           | 6         |
| Russia            | 9         |
| Slovenia          | 14        |
| Svezia            | 64        |
| Svizzera          | 10        |
| Ucraina           | 4         |
| Ungheria          | 49        |
| Classifica (2017) | Posizione |
| Francia           | 174       |
| Slovenia          | 29        |
| Ucraina           | 51        |
| Classifica (2023) | Posizione |
| Kazakistan        | 128       |
| Classifica (2024) | Posizione |
| Kazakistan        | 48        |

### Classifiche di fine decennio
| Classifica (2010-19) | Posizione |
| -------------------- | --------- |
| Russia               | 13        |
| Ucraina              | 18        |
| Classifica (2020-29) | Posizione |
| Bielorussia          | 192       |
| Kazakistan           | 121       |